# Abdelhakim Bouhna
Abdelhakim Bouhna (Brussel, Bélgica, 24 de mayo de 1991) es un futbolista belga. Juega de mediocampista y su equipo actual es el PFC Lokomotiv Plovdiv de la A PFG.

## Clubes
| Club                   | País     | Año           | PJ | Goles |
| ---------------------- | -------- | ------------- | -- | ----- |
| Diegem Sport           | Bélgica  | 2010 - 2012   | 54 | 15    |
| RSC Anderlecht         | Bélgica  | 2012 - 2014   | 0  | 0     |
| KSV Roeselare (cedido) | Bélgica  | 2012 - 2013   | 24 | 1     |
| U.S. Latina            | Italia   | 2015          | 3  | 0     |
| NK Istra 1961          | Croacia  | 2015 - 2017   | 45 | 2     |
| PFC Lokomotiv Plovdiv  | Bulgaria | 2018-presente | 47 | 2     |

## Palmarés

### Títulos nacionales
| Título           | Club                  | País     | Año  |
| ---------------- | --------------------- | -------- | ---- |
| Copa de Bulgaria | PFC Lokomotiv Plovdiv | Bulgaria | 2019 |